# Minny Mock-Degen
Minny Evaline Mock-Degen (Vevey, 4 mei 1945 - Israël, 11 april 2020) was een cultureel antropologe, schrijfster, orthodoxe feministe, columniste, en oprichtster van de Joodse uitgeverij Amphora Books. Zij is de moeder van Leo Mock.

## Biografie
Mock (geboren: Degen) werd geboren in Vevey, Zwitserland op 4 mei 1945, waar haar ouders naartoe waren gevlucht uit Nederland in 1942 in verband met de bezetting van de Duitsers. Na de Tweede Wereldoorlog kwamen haar ouders terug naar Amsterdam. Haar ouders, David Degen en Debora Degen-Vogel, waren socialisten, en ook Minny Mock-Degen was zeer maatschappelijk betrokken. Zij maakte zich onder andere hard tegen de vrijlating van de Drie van Breda.

Minny Mock-Degen studeerde culturele antropologie aan de Universiteit van Amsterdam. Na haar huwelijk met Harry Mock werden zij beiden orthodox. In 1978 richtte zij samen met haar man de uitgeverij Amphora Books op in Amsterdam, waar zij vooral focuste op het uitgeven van vertaalde boeken van Israëlische schrijvers, zoals Amos Oz, alsmede het uitgeven van relevante joodse literatuur.
In 2006 promoveerde Mock aan de Hebrew University in Jeruzalem, waar zij onderzoek deed naar vrouwen die orthodox worden. Dit boek is gepubliceerd onder de naam 'The Dynamics of Becoming Orthodox: Dutch Jewish women returning to Judaism and how their mothers felt about it'.
In 2029 openden Harry en Minny Mock het Joods Virtueel Museum met afbeeldingen van de kunstverzameling van het echtpaar.
Mock-Degen overleed in Israël op 74-jarige leeftijd op 11 april 2020.

## Persoonlijk
Mock verhuisde met haar echtgenoot in lijn met hun Zionistische ideologie naar Israël. Zij hebben samen drie kinderen en twaalf kleinkinderen.

## 'The Dynamics of Becoming Orthodox'
Mock-Degen onderzocht in haar boek 'The Dynamics of Becoming Orthodox' het fenomeen van vrouwen die opgroeien in een niet-orthodox gezin, maar die besluiten om orthodox te worden terwijl zij nog bij hun ouders wonen, die deels zelf de Tweede Wereldoorlog hebben overleefd. Voor veel van de moeders van deze vrouwen was het lastig dat hun dochters orthodox werden, omdat zij door de Tweede Wereldoorlog een groot deel van hun familie waren verloren.

## Publicaties door Minny Mock-Degen
Boeken
- Nagelwater - een verzameling van korte verhalen over het leven in de na-oorlogse joodse gemeenschap in Nederland (1979)[5]
- Tussenstop - een roman over de zoektocht van een Amerikaanse jongen naar de essentie van het joodzijn (1983)[6]
- The Dynamics of Becoming Orthodox: Dutch Jewish women returning to Judaism and how their mothers felt about it - uitgave van haar doctoraat waarin zij onderzoek doet naar de dynamiek tussen vrouwen en hun moeders, wanneer deze vrouwen besluiten om orthodox te worden (2009)[2]
- The Return to Judaism in the Netherlands, in: Yosef Kaplan en Dan Michman (eds.) The Religious Cultures of Dutch Jewry (pp. 327-341) (2017)[7]
- Rijkdom: joodse na-oorlogse verhalen - (semi-autobiografische) verhalenbundel over het opgroeien in een joods gezin na de Tweede Wereldoorlog, en hoe dit het dagelijkse leven beïnvloedt (2018)[8]

Artikelen en andere publicaties
- 'Na-oorlogs zijn' in Geslagen mensen: de zorg voor oorlogsgetroffenen van Annelies van den Houten (red.) (1980)[9]
- 'De ethische aspecten van een psychiatrisch onderzoek: Kanttekeningen bij het proefschrift over de joodse oorlogswezen' in Maandblad Geestelijke Volksgezondheid, nummer 4 (1980)
- 'Joodse Identiteit II' en 'De positie van vrouwen binnen het Jodendom (III)' (met B. Evers e.a.) als bijdragen in Rondom het Woord: theologische etherleergang - Joodse stemmen in Nederland I, nummer 4 (1982)
- 'Markeringspunten' in Israël: een blanco cheque? van Selma Leydesdorff e.a. (reds.) (1982)[10]
- 'En op het moment dat ik koos ben ik dus meteen het orthodoxe pad gaan bewandelen: Nieuwe religieuze identificatie met het orthodoxe jodendom in Nederland' in Wie niet weg is, is gezien: Joods Nederland na 1945 van Hetty Berg e.a. (reds.) (2010)[11]

- Gemeinsame Normdatei: 1177197448
- International Standard Name Identifier: 0000 0000 2474 5200
- Library of Congress Control Number: n84014149
- Nationale Bibliotheek van Israël: 987007296348105171
- Nederlandse Thesaurus van Auteursnamen: 068444095
- Virtual International Authority File: 35844951
- WorldCat: E39PBJhGWwCw7k8B7pQrHVTj4q